# Futurismus

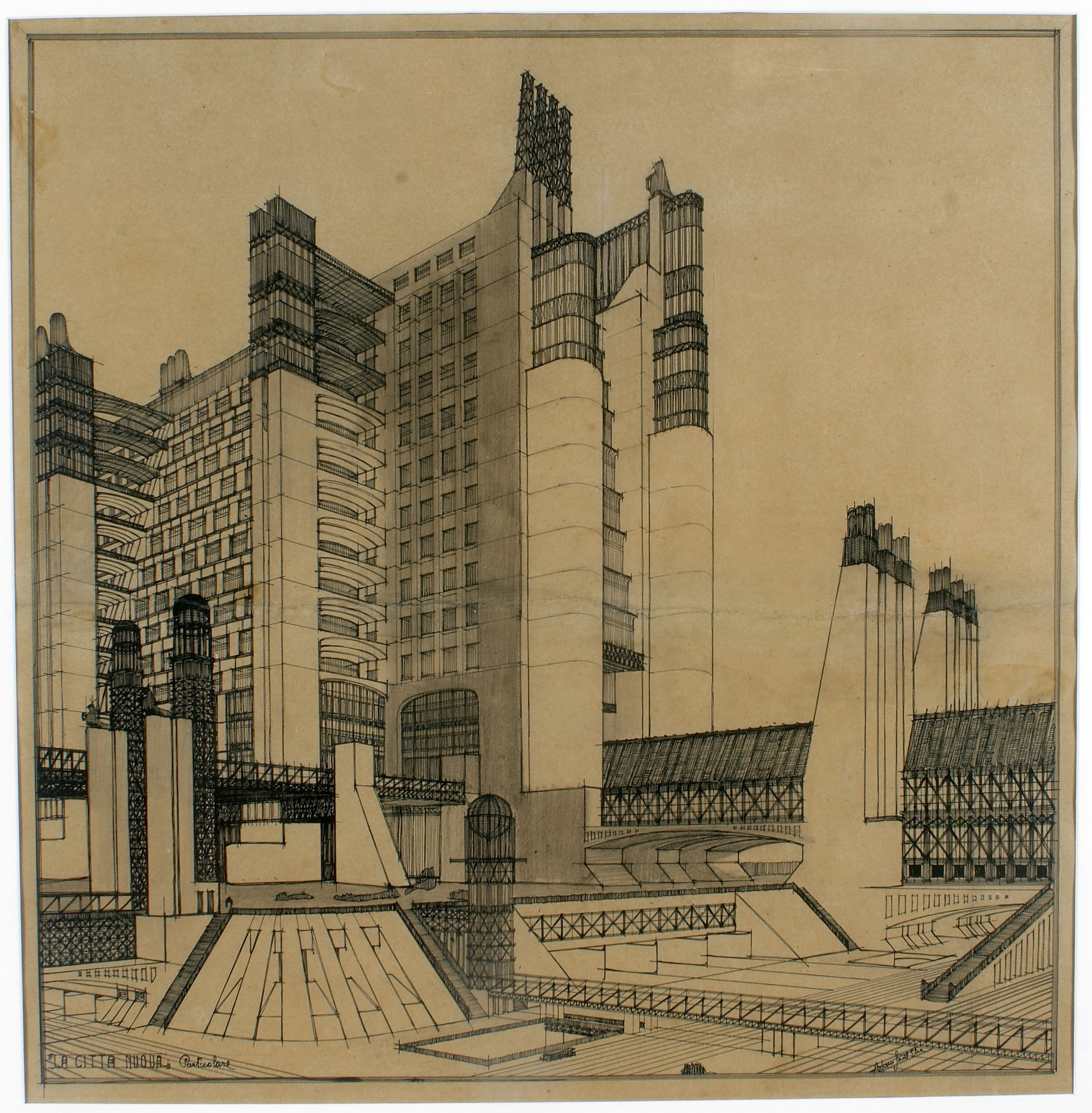
Futuristická architektura – Antonio Sant'Elia

Futurismus je avantgardní (průkopnický, objevný) umělecký směr. Je pro něj charakteristické odmítání všech dosavadních kulturních a uměleckých hodnot. Tím se futurismus stal hnutím odmítajícím jakoukoli tradici. Jeho cílem je ukázat moderní uspěchanou a rušnou dobu, kterou hledali, ale která se jim líbila. Častým námětem byla technika. Z toho vyplynula jejich snaha o rychlost, které dosahovali jednak zkratkovitostí a jednak proměnlivostí básnického rytmu.
Futurismus byl velice nacionální, schvaloval válku, kterou považoval za jediný možný způsob, jak očistit svět od jeho nešvarů (tj. všeho starého).
Tento směr byl populární především v Itálii a Rusku. Futurismus měl velký vliv na konstruktivismus a imažinismus, méně patrný je jeho vliv i na surrealismus a celou řadu dalších uměleckých směrů.

## Historie

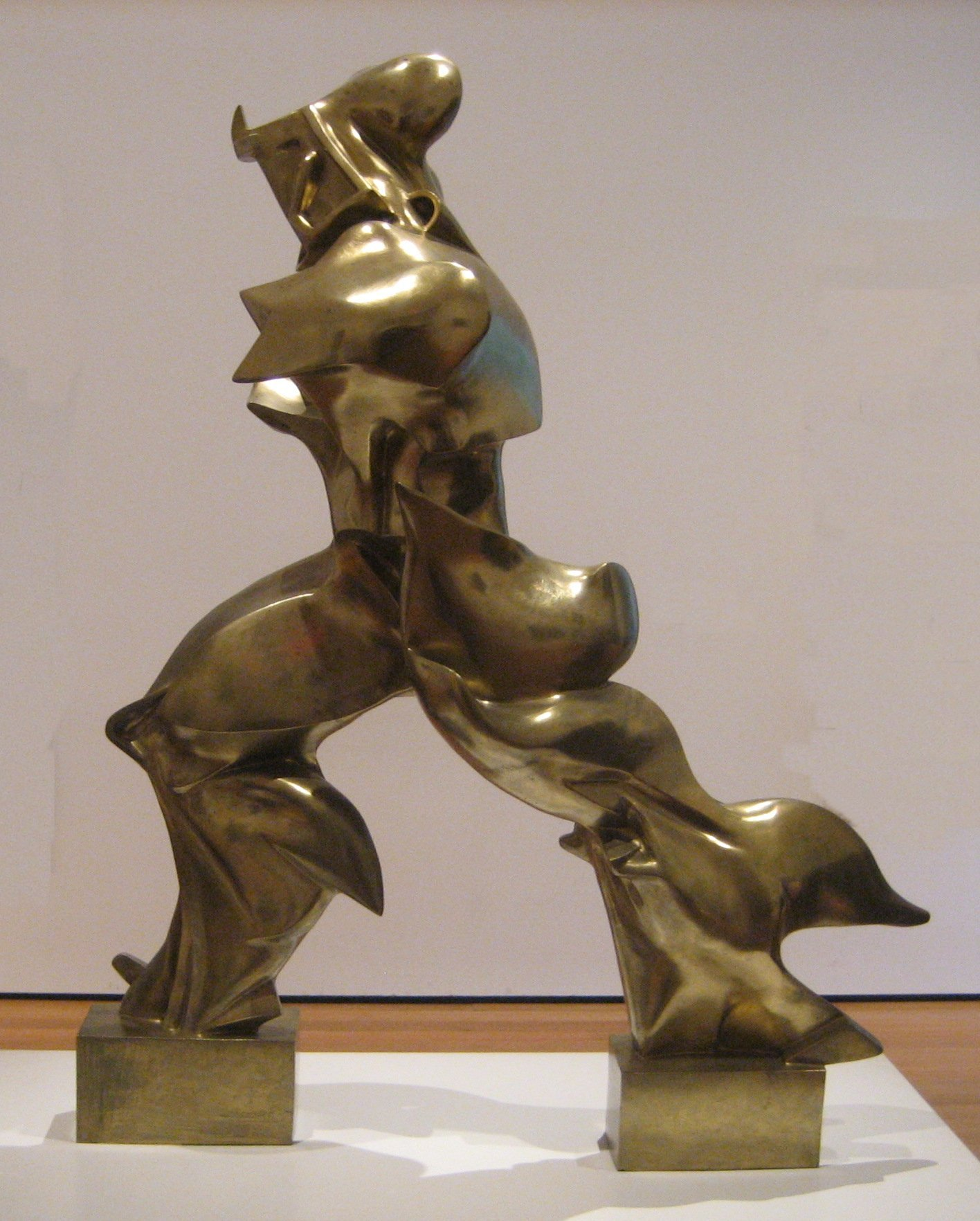
Umberto Boccioni – Jednotné tvary kontinuity v prostoru

Ačkoli lze některé trendy vedoucí ke vzniku futurismu sledovat v literatuře dříve, za vznik futurismu bývá považován rok 1909, kdy italský básník Filippo Tommaso Marinetti vydal Manifest futurismu; ten byl 20. února otištěn francouzsky v pařížském listu Le Figaro. V tomto manifestu Marinetti shrnul program futurismu do jedenácti základních bodů; mezi nimi byla krása neklidu, rychlosti a boje poezie odvahy a revolty. Prakticky zde prezentovali triumf člověka nad přírodou.
V roce 1910 vydali podobný manifest i malíři a v roce 1912 architekti.
Velmi brzy se futurismus dostal do Ruska, kde se stal velice populární, zde se toto hnutí rozpadlo na dvě odnože: kubofuturismus a egofuturismus. Zatímco egofuturismus neměl velký význam, kubofuturismus značně ovlivnil tehdejší ruské umění.
Ideologicky byl futurismus nejednotný a postupně se k němu připojovaly prakticky všechny politické (především levicové – anarchisté, komunisté, …) skupiny. Za první světové války byla velmi aktivní skupina kolem časopisu Roma Futurista, vystupující proti Rakousku-Uhersku. Kolem roku 1921 se Marinetti spřátelil s B. Mussolinim a roku 1924 se na kongresu futuristů přihlásil k fašismu, spolupráce s fašismem byla dovršena po Italském obsazení Habeše (Etiopie, 1934), které futuristé nejen schvalovali, ale i básnicky oslavili.

### Světoví spisovatelé
- Filippo Tommaso Marinetti – Ital
- Vladimir Vladimirovič Majakovskij – Rus[3]
- Velemir Chlebnikov – Rus (vlastním jménem Viktor Vladimirovič Chlebnikov)
- Fernando Pessoa – Portugalec

### Čeští spisovatelé
- Stanislav Kostka Neumann

## Výtvarné umění

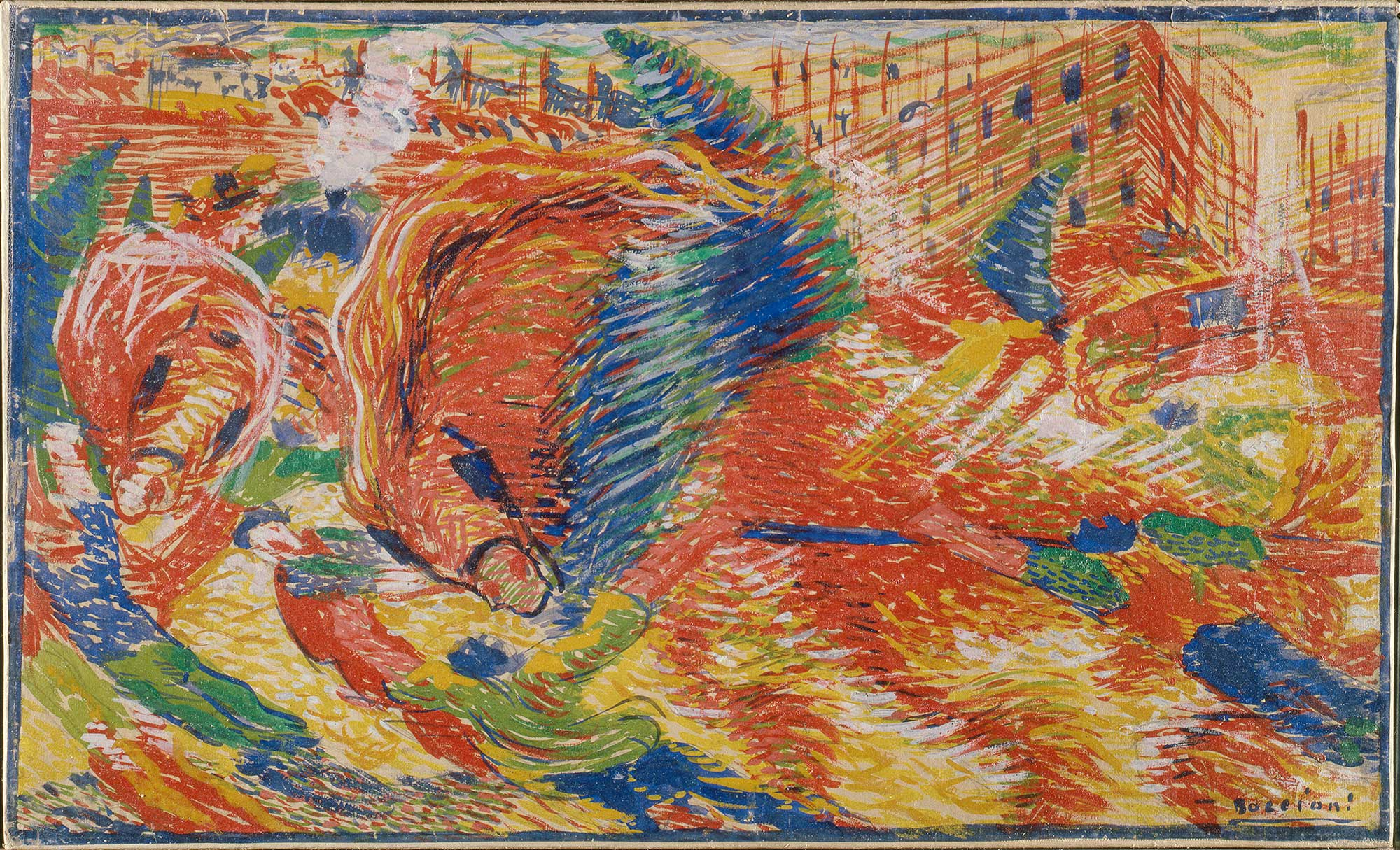
Umberto Boccioni – Vzestup města, futuristický obraz

Futurismus byl v této oblasti velmi podobný kubismu, cílem bylo dostat zobrazovaný předmět do pohybu, přes tento pohyb se dostali až k abstrakci. 

### Čeští představitelé
- Bohumil Kubišta – spojuje futurismus s kubismem
- Otto Gutfreund – sochař, využívá i kubismus
- Růžena Zátková – předzvěst informelu a abstrakce

### Světoví představitelé
- Umberto Boccioni – malíř a sochař; autor manifestu z roku 1910
- Giacomo Balla
- Uberto Bonetti
- Gino Severini
- Carlo Carrà
- George Grosz
- Kazimír Malevič
- Luigi Russolo
- Marcel Duchamp – prvky futurismu, dadaismu, kubismu i surrealismu
- Filippo Tommaso Marinetti

## Architektura
Futuristé se architektonicky klonili k jednoduchosti, snažili se využívat nové materiály (beton) a nové kombinace sklo-kov, beton-sklo, atp.
- Antonio Sant'Elia

## Hudba
V hudbě nedošlo k výraznému prosazení futurismu, ale hlavní cíle hudebního futurismu nebyly odlišné od cílů celého hnutí. Někteří odborníci se domnívají, že futuristická víra v techniku a mládí předznamenala směry typu techno.
Skupina italských futuristů kolem F. T. Marinettiho reagovala na jeho Manifest futurismu poprvé v roce 1912. Touto reakcí byl Manifest futuristických hudebníků od Francesco Balilla Pratella, avšak byla pouze podnětem k zásadnější formulaci futuristické hudební estetiky. Tou byl Russolův otevřený dopis Umění hluku. Luigi Russolo, jinak malíř, začal svou vizi ihned realizovat. Spolu s Uggem Piatim vyrobili 19 nových hlukových nástrojů a nazvali je intonarumori.

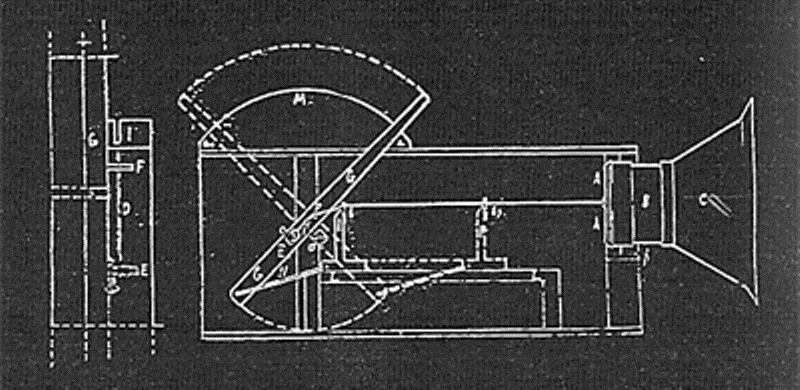
Schéma intonarumori

Pro tyto nástroje vymyslel Russolo první skladby, první koncert se konal 2. června 1913 v Teatro Storchi v Modeně. 21. dubna 1914 uspořádali Marinetti a Russolo koncert futuristické hudby v Teatro dal Verme v Miláně, kde bylo poprvé využito všech 19 intonarumori. Koncert měl 4 části: Procitnutí města, Setkání automobilů a letadel, Jídlo na hotelové terase, Šarvátka v oáze. V červnu 1921 v Théâtre des Champs-Élysées v Paříži proběhly důležité 3 koncerty, které měly významný vliv na vývoj pařížské Šestky. Uměleckou úroveň Russolových skladeb nelze z dnešního pohledu posoudit, neboť se nezachovaly. Po roce 1921 se jejich autor stáhl do ústraní, vrátil se k malování. K myšlence futuristického orchestru se již nikdo důsledně nevrátil. Russolovo Umění hluku však bylo bezprostřední inspirací pro vznik musique concrète.
- Ferruccio Busoni

## Film
U filmového umění lze říci, že futurismus ovlivnil pohled západní civilizace na reklamu, ve které vystupují mladí, krásní perspektivní lidé.
Jako první usiloval o komerčnost a o prosazení témat z nových prostředí (továrny), snažil se ukázat nový svět, který byl reprezentován technikou.
V japonské kultuře se ovlivnění projevilo především v manga/anime filmech, kde je ukazována a svým způsobem i oslavována dnešní a budoucí technika (Šinja Cukamoto).

## Futurismus a Praha
Italský průkopník futurismu Filippo Tommaso Marinetti navštívil v prosinci 1921 Prahu. Zhlédnul představení ve Švandově divadle, ve kterém účinkovala např. Olga Scheinpflugová a pražský sochař, divadelní a filmový herec František Fiala. Marinetti po představení jeho schopnosti ocenil,[zdroj?] což se nezůstalo bez odezvy mezi kolegy a František Fiala posléze přijal umělecké jméno pod kterým se proslavil v českém filmu – Ferenc Futurista. Český tisk hodnotil návštěvu Marinettiho i výkony českých herců spíše pohrdavě nebo s nadhledem.
Marinetti se v Praze krátce zastavil ještě v červnu 1938.